# Myioparus
Myioparus is een geslacht van zangvogels uit de familie vliegenvangers (Muscicapidae).

## Soorten
Het geslacht kent de volgende soort:
- Myioparus griseigularis – Grijskeelvliegenvanger
- Myioparus plumbeus – Meesvliegenvanger